# Salernitana Sport 1999-2000
Questa pagina raccoglie i dati riguardanti la Salernitana Sport nelle competizioni ufficiali della stagione 1999-2000.

## Stagione
Nella stagione 1999-2000, a seguito della retrocessione dalla massima serie, la Salernitana riparte dai giovani, allestendo una squadra che, attraverso le operazioni del direttore sportivo Giuseppe Pavone, possa puntare a conquistare l'immediato ritorno in Serie A. La Salernitana in effetti, ai nastri di partenza del campionato, è data come una delle squadre più seriamente candidate alla promozione.
Una delle particolarità di questa stagione è rappresentata dalla presenza di ben tre squadre campane in cadetteria, evento che non si registrava da molto tempo; oltre ai granata di Salerno, infatti, troviamo: il Napoli, al suo secondo campionato di serie B consecutivo, dopo la retrocessione dalla A del 1998; e il Savoia, squadra della vicina città di Torre Annunziata, al ritorno in serie cadetta dopo ben 51 anni di assenza.
Si disputano, pertanto, sei derby di campionato, oltre a quelli di Coppa Italia andati in scena tra Napoli e Salernitana all'inizio della stagione, nel girone preliminare della competizione tricolore (le due campane conclusero entrambe in testa il mini-girone di coppa con 13 punti, ma il Napoli fu qualificato alla fase successiva, a discapito dei granata, per il maggior numero di reti segnate negli scontri diretti: 2-0 a Salerno e 3-0 a Napoli per i rispettivi padroni di casa).
Nei derby di campionato, invece, la Salernitana contro gli azzurri pareggia in casa (1-1) e perde a Napoli (3-1); contro il Savoia arrivano, parimenti, un pareggio e una sconfitta: 0-0 al Giroud di Torre Annunziata nel girone d'andata e, a sorpresa, un 1-3 al ritorno all' Arechi.
La squadra granata, guidata in panchina dall'esordiente in cadetteria Adriano Cadregari, di fatto non disputa un buon inizio di campionato ed il tecnico di Crema viene sollevato dal proprio incarico appena alla quinta giornata.
Al suo posto, viene chiamato a sostituirlo l'esperto trainer Luigi Cagni.
L'avvento di Cagni apporta una svolta al campionato dei granata, capaci di risalire prepotentemente la classifica dai bassifondi e di issarsi nelle zone nobili della graduatoria, fino a ridosso delle prime della classe. Dopo il pareggio di Monza arriva però, a sorpresa, l'esonero del tecnico piacentino e il ritorno in panchina di Cadregari, capace però di rimediare solo la sconfitta casalinga nel derby col Savoia per poi essere definitivamente destituito.
Il richiamo di Cagni e la vittoria sul campo della Sampdoria (per 2-4), sembrano consentire alla Salernitana di poter tornare a reinserirsi con decisione nel discorso promozione, ma un finale di campionato in fase calante vanifica il tutto. 
Al termine della stagione il bilancio è di un 7º posto finale in graduatoria, frutto di: 14 vittorie, 10 pareggi e 14 sconfitte. 
Protagonista della stagione granata sul rettangolo di gioco si rivela essere l'attaccante David Di Michele, con 29 reti segnate: 6 in Coppa Italia e 23 in campionato, che gli valgono il titolo di vicecapocannoniere della B dietro al solo Cosimo Francioso. 
Ottimo anche l'apporto in fase realizzativa di Stefano Guidoni, con 11 reti segnate in campionato.

## Divise e sponsor

Il neoacquisto Giuliano Melosi in azione con la terza divisa blugrana

Lo sponsor tecnico per la stagione 1999-2000 è Asics, mentre lo sponsor ufficiale è Exigo.
| Casa | Trasferta | Terza divisa |

## Rosa
| N. |                       | Ruolo | Calciatore            |
| -- | --------------------- | ----- | --------------------- |
| 1  | Italia (bandiera)     | P     | Andrea Ivan           |
| 2  | Jugoslavia (bandiera) | D     | Dražen Bolić          |
| 3  | Italia (bandiera)     | D     | Alfredo Cariello      |
| 3  | Italia (bandiera)     | D     | Stefano Ricci         |
| 4  | Jugoslavia (bandiera) | D     | Aleksandar Kristić    |
| 5  | Italia (bandiera)     | D     | Salvatore Monaco      |
| 5  | Italia (bandiera)     | D     | Claudio Grimaudo      |
| 6  | Italia (bandiera)     | D     | Luca Fusco (capitano) |
| 7  | Italia (bandiera)     | C     | Gaetano Lo Nero       |
| 7  | Italia (bandiera)     | C     | Giuliano Melosi       |
| 8  | Italia (bandiera)     | C     | Nicola Corrent        |
| 9  | Italia (bandiera)     | A     | Vincenzo Chianese     |
| 9  | Italia (bandiera)     | A     | Ciro De Cesare        |
| 10 | Italia (bandiera)     | A     | David Di Michele      |
| 11 | Italia (bandiera)     | C     | Domenico Cristiano    |
| 11 | Italia (bandiera)     | D     | Cristiano Pavone      |
| 12 | Italia (bandiera)     | P     | Ciro Polito           |
| 12 | Italia (bandiera)     | P     | Lorenzo Squizzi       |
| 13 | Italia (bandiera)     | P     | Fabrizio Lorieri      |
| 14 | Italia (bandiera)     | A     | Emilio Belmonte       |
| 14 | Italia (bandiera)     | C     | Carmelo Avallone      |
| 15 | Italia (bandiera)     | C     | Antonino Cardinale    |
| 15 | Italia (bandiera)     | A     | Mario La Cava         |
| 16 | Svizzera (bandiera)   | C     | Francesco Di Jorio    |

| N. |                           | Ruolo | Calciatore             |
| -- | ------------------------- | ----- | ---------------------- |
| 17 | Italia (bandiera)         | D     | Roberto Cardinale      |
| 18 | Rep. Ceca (bandiera)      | C     | Václav Koloušek        |
| 18 | Italia (bandiera)         | C     | Dario Rocco            |
| 19 | Italia (bandiera)         | C     | Giacomo Tedesco        |
| 20 | Italia (bandiera)         | A     | Federico Giampaolo     |
| 20 | Italia (bandiera)         | A     | Stefano Guidoni        |
| 21 | Brasile (bandiera)        | A     | Alfred de Jesus Santos |
| 22 | Italia (bandiera)         | P     | Crescenzo De Vito      |
| 22 | Italia (bandiera)         | P     | Rosario Niosi          |
| 23 | Italia (bandiera)         | C     | Ighli Vannucchi        |
| 24 | Italia (bandiera)         | D     | Giampaolo Parisi       |
| 25 | Italia (bandiera)         | D     | Stefano Archetti       |
| 25 | Italia (bandiera)         | D     | Marco Capezzuto        |
| 26 | Italia (bandiera)         | D     | Giuseppe Pisani        |
| 27 | Italia (bandiera)         | C     | Gaetano Calà Campana   |
| 28 | Italia (bandiera)         | D     | Andrea Sussi           |
| 29 | Italia (bandiera)         | C     | Franco Semioli         |
| 30 | Italia (bandiera)         | C     | Michele Fini           |
| 30 | Italia (bandiera)         | D     | Mirko Cudini           |
| 31 | Italia (bandiera)         | A     | Rosario Alfano         |
| 32 | Italia (bandiera)         | A     | Francesco De Francesco |
| 32 | Costa d'Avorio (bandiera) | D     | Marco André Zoro       |
| 33 | Italia (bandiera)         | C     | Marco Rossi            |
| 34 | Senegal (bandiera)        | A     | Ousmane Sene           |

## Risultati

### Serie B

#### Girone di andata
| Arbitro: | Serena (Bassano del Grappa) |

|                                            |           |                  |
| Zanchetta 4’ Corini 68’ (rig.), 91’ (rig.) | Marcatori | 45+1’ Di Michele |

| Arbitro: | Preschern (Mestre) |

|                |           |                 |
| Di Michele 88’ | Marcatori | 26’ Campolonghi |

| Arbitro: | Guiducci (Arezzo) |

|                                                         |           |              |
| A. Filippini 6’ Zanoncelli 21’ Bonazzoli 25’ Yllana 33’ | Marcatori | 30’ Belmonte |

| Arbitro: | Bertini (Arezzo) |

|                       |           |  |
| Di Michele 45+2’, 55’ | Marcatori |  |

| Arbitro: | Cassarà (Palermo) |

|                                     |           |  |
| Francioso 26’, 77’ Martusciello 62’ | Marcatori |  |

| Arbitro: | Tombolini (Ancona) |

|             |           |             |
| Guidoni 80’ | Marcatori | 44’ Schwoch |

| Arbitro: | Trentalange (Torino) |

|                                             |           |                            |
| G. Ferrari 20’ (rig.), 31’ (rig.) Memmo 27’ | Marcatori | 60’ Di Michele 85’ Guidoni |

| Arbitro: | Nucini (Bergamo) |

|                |           |           |
| Di Michele 29’ | Marcatori | 25’ Topic |

| Torre Annunziata 31 ottobre 1999 9ª giornata | Savoia             | 0 – 0 | Salernitana | Stadio Alfredo Giraud (6.862 spett.)\| Arbitro: \| De Santis (Tivoli) \| |
| Arbitro:                                     | De Santis (Tivoli) |       |             |                                                                          |

| Arbitro: | Castellani (Verona) |

|            |           |            |
| Melosi 70’ | Marcatori | 26’ Flachi |

| Arbitro: | Bertini (Arezzo) |

|                             |           |  |
| Caccia 25’ Bolic 35’ (aut.) | Marcatori |  |

| Arbitro: | Preschern (Mestre) |

|                                               |           |            |
| Fusco 52’ Vannucchi 59’ Di Michele 88’ (rig.) | Marcatori | 44’ Fanesi |

| Arbitro: | Paparesta (Bari) |

|  |           |                                        |
|  | Marcatori | 7’ Di Jorio 68’ Di Michele 73’ Guidoni |

| Cosenza 5 dicembre 1999 14ª giornata | Cosenza              | 0 – 0 | Salernitana | Stadio San Vito (5.011 spett.)\| Arbitro: \| Gabriele (Frosinone) \| |
| Arbitro:                             | Gabriele (Frosinone) |       |             |                                                                      |

| Arbitro: | Cassarà (Palermo) |

|                                          |           |                    |
| Di Michele 55’ Guidoni 69’ Vannucchi 91’ | Marcatori | 4’ Zauli 39’ Luiso |

| Arbitro: | Serena (Bassano del Grappa) |

|                        |           |                                     |
| Gelsi 28’ M. Rossi 63’ | Marcatori | 31’ (rig.) Di Michele 78’ Vannucchi |

| Arbitro: | Pin (Conegliano) |

|                                         |           |  |
| Guidoni 15’ M. Rossi 51’ Di Michele 70’ | Marcatori |  |

| Arbitro: | Cassarà (Palermo) |

|            |           |                |
| Artico 74’ | Marcatori | 29’ Di Michele |

| Arbitro: | Soffritti (Ferrara) |

|                        |           |  |
| Guidoni 29’ Melosi 42’ | Marcatori |  |

#### Girone di ritorno
| Arbitro: | Fausti (Milano) |

|                              |           |  |
| M. Rossi 7’ Guidoni 12’, 50’ | Marcatori |  |

| Arbitro: | Rosetti (Torino) |

|                                       |           |  |
| Taldo 5’ (rig.), 43’, 70’ Barollo 77’ | Marcatori |  |

| Arbitro: | Racalbuo (Gallarate) |

|                                |           |  |
| Di Michele 45+1’ De Cesare 90’ | Marcatori |  |

| Arbitro: | Bertini (Arezzo) |

|                       |           |  |
| A. Carbone 34’ (rig.) | Marcatori |  |

| Arbitro: | Preschern (Mestre) |

|                    |           |  |
| Guidoni 11’ (rig.) | Marcatori |  |

| Arbitro: | Braschi (Prato) |

|                               |           |             |
| Stellone 21’ Lucenti 24’, 39’ | Marcatori | 6’ M. Rossi |

| Arbitro: | Soffritti (Ferrara) |

|                                |           |                         |
| Di Michele 9’, 15’ Guidoni 34’ | Marcatori | 77’ Solimeno 89’ Scalzo |

| Arbitro: | Pin (Conegliano) |

|                    |           |               |
| Ambrosi 15’ (rig.) | Marcatori | 8’ Di Michele |

| Arbitro: | Pirrone (Messina) |

|               |           |                                                 |
| De Cesare 19’ | Marcatori | 21’ (rig.) Ghirardello 78’ Greco 86’ Kanyengele |

| Arbitro: | Saccani (Mantova) |

|                        |           |                                                     |
| Dionigi 51’ Casale 52’ | Marcatori | 8’, 35’ (rig.) Di Michele 16’, 80’ (rig.) Vannucchi |

| Arbitro: | Borriello (Mantova) |

|  |           |          |
|  | Marcatori | 49’ Doni |

| Arbitro: | Pirrone (Messina) |

|              |           |                            |
| Rutzittu 44’ | Marcatori | 54’ Vannucchi 65’ Di Jorio |

| Arbitro: | P. Rossi (Ciampino) |

|               |           |             |
| Vannucchi 63’ | Marcatori | 17’ Saudati |

| Arbitro: | Pirrone (Messina) |

|                                             |           |           |
| Di Michele 61’ (rig.), 68’, 79’ Guidoni 87’ | Marcatori | 53’ Tatti |

| Arbitro: | Bonfrisco (Monza) |

|                              |           |  |
| Comandini 11’ Bernardini 74’ | Marcatori |  |

| Arbitro: | Pirrone (Messina) |

|                                                           |           |                                  |
| Gia. Tedesco 17’ Di Michele 36’ (rig.), 70’ De Cesare 41’ | Marcatori | 58’ Sullo 78’ Gelsi 86’ M. Rossi |

| Arbitro: | Tombolini (Ancona) |

|                              |           |  |
| Grabbi 16’ (rig.) Sotgia 86’ | Marcatori |  |

| Arbitro: | Borriello (Mantova) |

|  |           |                 |
|  | Marcatori | 24’, 28’ Artico |

| Arbitro: | Branzoni (Pavia) |

|                                                                            |           |                |
| Pianu 18’ Pizzi 48’ Temelin 51’ L. Beghetto 54’, 70’ (rig.), 75’ Rocco 80’ | Marcatori | 28’ Di Michele |

### Coppa Italia

#### Turno preliminare - Girone 6
| Arbitro: | De Santis (Tivoli) |

|                     |           |  |
| Di Michele 37’, 75’ | Marcatori |  |

| Arbitro: | Paparesta (Bari) |

|                        |           |                                                    |
| Pandolfi 2’ Fanesi 19’ | Marcatori | 5’, 85’ Vannucchi 10’, 48’ Di Michele 36’ Belmonte |

| Arbitro: | Strazzera (Trapani) |

|                                |           |  |
| Di Michele 18’, 65’ Santos 81’ | Marcatori |  |

| Arbitro: | Preschern (Mestre) |

|                                     |           |                               |
| Rocchi 12’ Movilli 18’ De Zerbi 50’ | Marcatori | 3’ Di Jorio 48’, 66’ Kolousek |

| Arbitro: | P. Rossi (Ciampino) |

|                                     |           |  |
| Lucenti 39’ Schwoch 45’ Turrini 67’ | Marcatori |  |

| Arbitro: | Cassarà (Palermo) |

|                                           |           |  |
| De Francesco 5’ Semioli 36’ Vannucchi 39’ | Marcatori |  |

## Statistiche

### Statistiche di squadra
| Competizione | Punti | In casa | In casa | In casa | In casa | In casa | In casa | In trasferta | In trasferta | In trasferta | In trasferta | In trasferta | In trasferta | Totale | Totale | Totale | Totale | Totale | Totale | DR |
| Competizione | Punti | G       | V       | N       | P       | Gf      | Gs      | G            | V            | N            | P            | Gf           | Gs           | G      | V      | N      | P      | Gf     | Gs     | DR |
| ------------ | ----- | ------- | ------- | ------- | ------- | ------- | ------- | ------------ | ------------ | ------------ | ------------ | ------------ | ------------ | ------ | ------ | ------ | ------ | ------ | ------ | -- |
| Serie B      | 52    | 19      | 11      | 5       | 3       | 36      | 20      | 19           | 3            | 5            | 11           | 19           | 41           | 38     | 14     | 10     | 14     | 55     | 61     | -6 |
| Coppa Italia | 13    | 3       | 3       | 0       | 0       | 8       | 0       | 3            | 1            | 1            | 1            | 8            | 8            | 6      | 4      | 1      | 1      | 16     | 8      | +8 |
| Totale       |       | 22      | 14      | 5       | 3       | 44      | 20      | 22           | 4            | 6            | 12           | 27           | 49           | 46     | 18     | 11     | 15     | 71     | 69     | +2 |

### Statistiche dei giocatori
| Giocatore       | Serie B  | Serie B | Serie B     | Serie B    | Coppa Italia | Coppa Italia | Coppa Italia | Coppa Italia | Totale   | Totale | Totale      | Totale     |
| Giocatore       | Presenze | Reti    | Ammonizioni | Espulsioni | Presenze     | Reti         | Ammonizioni  | Espulsioni   | Presenze | Reti   | Ammonizioni | Espulsioni |
| --------------- | -------- | ------- | ----------- | ---------- | ------------ | ------------ | ------------ | ------------ | -------- | ------ | ----------- | ---------- |
| S. Archetti     | 5        | 0       | ?           | ?          | ?            | ?            | ?            | ?            | 5+       | 0+     | ?           | ?          |
| C. Avallone     | 2        | 0       | ?           | ?          | ?            | ?            | ?            | ?            | 2+       | 0+     | ?           | ?          |
| E. Belmonte     | 4        | 1       | ?           | ?          | ?            | ?            | ?            | ?            | 4+       | 1+     | ?           | ?          |
| D. Bolic        | 26       | 0       | ?           | ?          | ?            | ?            | ?            | ?            | 26+      | 0+     | ?           | ?          |
| G. Calà         | 7        | 0       | ?           | ?          | ?            | ?            | ?            | ?            | 7+       | 0+     | ?           | ?          |
| M. Capezzuto    | 1        | 0       | ?           | ?          | ?            | ?            | ?            | ?            | 1+       | 0+     | ?           | ?          |
| A. Cardinale    | 2        | 0       | ?           | ?          | ?            | ?            | ?            | ?            | 2+       | 0+     | ?           | ?          |
| R. Cardinale    | 8        | 0       | ?           | ?          | ?            | ?            | ?            | ?            | 8+       | 0+     | ?           | ?          |
| V. Chianese     | 5        | 0       | ?           | ?          | ?            | ?            | ?            | ?            | 5+       | 0+     | ?           | ?          |
| N. Corrent      | 30       | 0       | ?           | ?          | ?            | ?            | ?            | ?            | 30+      | 0+     | ?           | ?          |
| D. Cristiano    | 8        | 0       | ?           | ?          | ?            | ?            | ?            | ?            | 8+       | 0+     | ?           | ?          |
| M. Cudini       | 18       | 0       | ?           | ?          | ?            | ?            | ?            | ?            | 18+      | 0+     | ?           | ?          |
| C. De Cesare    | 16       | 4       | ?           | ?          | ?            | ?            | ?            | ?            | 16+      | 4+     | ?           | ?          |
| F. De Francesco | 1        | 0       | ?           | ?          | ?            | ?            | ?            | ?            | 1+       | 0+     | ?           | ?          |
| F. Di Jorio     | 27       | 2       | ?           | ?          | ?            | ?            | ?            | ?            | 27+      | 2+     | ?           | ?          |
| D. Di Michele   | 36       | 23      | ?           | ?          | ?            | ?            | ?            | ?            | 36+      | 23+    | ?           | ?          |
| L. Fusco        | 31       | 1       | ?           | ?          | ?            | ?            | ?            | ?            | 31+      | 1+     | ?           | ?          |
| F. Giampaolo    | 2        | 0       | ?           | ?          | ?            | ?            | ?            | ?            | 2+       | 0+     | ?           | ?          |
| C. Grimaudo     | 6        | 0       | ?           | ?          | ?            | ?            | ?            | ?            | 6+       | 0+     | ?           | ?          |
| S. Guidoni      | 32       | 11      | ?           | ?          | ?            | ?            | ?            | ?            | 32+      | 11+    | ?           | ?          |
| A. Ivan         | 6        | -11     | ?           | ?          | ?            | ?            | ?            | ?            | 6+       | -11+   | ?           | ?          |
| V. Kolousec     | 4        | 0       | ?           | ?          | ?            | ?            | ?            | ?            | 4+       | 0+     | ?           | ?          |
| G. Lo Nero      | 1        | 0       | ?           | ?          | ?            | ?            | ?            | ?            | 1+       | 0+     | ?           | ?          |
| F. Lorieri      | 29       | -38     | ?           | ?          | ?            | ?            | ?            | ?            | 29+      | -38+   | ?           | ?          |
| G. Melosi       | 29       | 2       | ?           | ?          | ?            | ?            | ?            | ?            | 29+      | 2+     | ?           | ?          |
| S. Monaco       | 9        | 0       | ?           | ?          | ?            | ?            | ?            | ?            | 9+       | 0+     | ?           | ?          |
| G. Parisi       | 6        | 0       | ?           | ?          | ?            | ?            | ?            | ?            | 6+       | 0+     | ?           | ?          |
| C. Pavone       | 4        | 0       | ?           | ?          | ?            | ?            | ?            | ?            | 4+       | 0+     | ?           | ?          |
| G. Pisani       | 3        | 0       | ?           | ?          | ?            | ?            | ?            | ?            | 3+       | 0+     | ?           | ?          |
| S. Ricci        | 21       | 0       | ?           | ?          | ?            | ?            | ?            | ?            | 21+      | 0+     | ?           | ?          |
| D. Rocco        | 1        | 0       | ?           | ?          | ?            | ?            | ?            | ?            | 1+       | 0+     | ?           | ?          |
| M. Rossi        | 27       | 3       | ?           | ?          | ?            | ?            | ?            | ?            | 27+      | 3+     | ?           | ?          |
| F. Semioli      | 23       | 0       | ?           | ?          | ?            | ?            | ?            | ?            | 23+      | 0+     | ?           | ?          |
| L. Squizzi      | 4        | -12     | ?           | ?          | ?            | ?            | ?            | ?            | 4+       | -12+   | ?           | ?          |
| A. Sussi        | 21       | 0       | ?           | ?          | ?            | ?            | ?            | ?            | 21+      | 0+     | ?           | ?          |
| G. Tedesco      | 31       | 1       | ?           | ?          | ?            | ?            | ?            | ?            | 31+      | 1+     | ?           | ?          |
| I. Vannucchi    | 28       | 7       | ?           | ?          | ?            | ?            | ?            | ?            | 28+      | 7+     | ?           | ?          |
| M. Zoro         | 3        | 0       | ?           | ?          | ?            | ?            | ?            | ?            | 3+       | 0+     | ?           | ?          |